# Hans-Olov Öberg

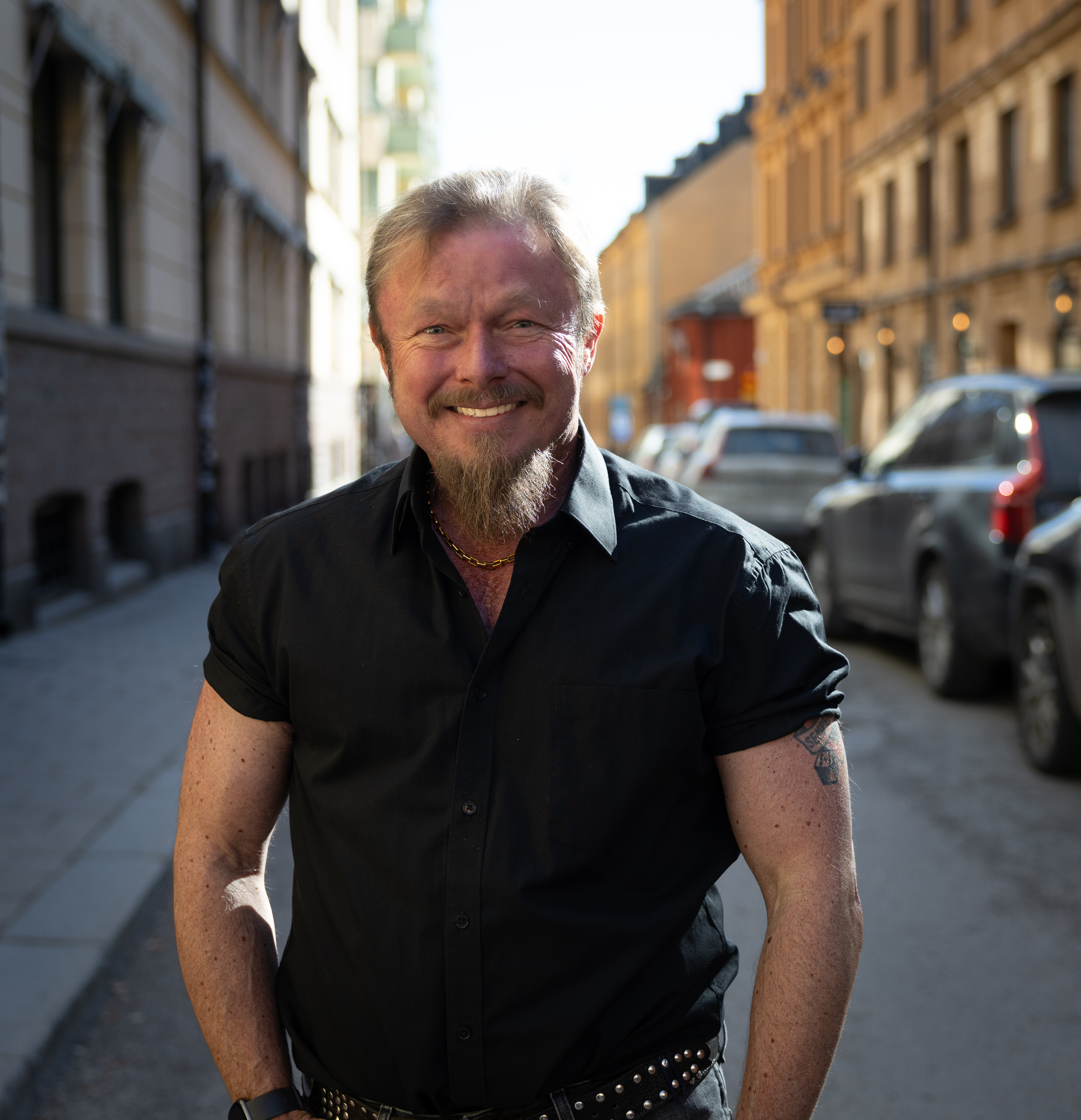
Hans-Olov Öberg, mars 2025

Hans-Olov Öberg, född den 21 juni 1964 i Skultuna, är en svensk författare, förläggare, musiker, fotograf och finansanalytiker.
I november 2020 utsågs hans och bartendern Emil Årengs bok Jakten på en perfekt Dry Martini till Sveriges bästa Cocktailbok.  och året därpå "Best in the world - Cocktail Books" 

## Biografi
Öberg är utbildad vid Handelshögskolan i Stockholm och verkade en tid som ekonomijournalist på Affärsvärlden men gick 1997 till Deutsche Morgan Grenfell (senare Deutsche Bank Equities), Folksam Kapitalförvaltning och HQ Bank. Han är även bluesmusiker, regelbunden skribent och finansanalytiker i Aktiespararen, regelbunden krönikör för Hammarby Fotboll och verkar i styrelsen för Hammarby TFF samt skivbutiken Pet Sounds AB.
År 2001 grundade Öberg Kalla Kulor Förlag (numera Southside Stories) tillsammans med bland andra Robert Aschberg. Samma år debuterade han som thrillerförfattare med romanen En gudabenådad bullshitter.